# Dragutin Dimitrijević
Dragutin Dimitrijević (sérvio cirílico: Драгутин Димитријевић; também conhecido como Ápis (Апис); 17 de agosto de 1876, Belgrado - 11, 24, ou 27 de junho de 1917) foi oficial do exército sérvio, revolucionário e conspirador, líder da sociedade secreta sérvia Mão Negra.
Em 1901, o jovem oficial do exército, Dimitrijević, iniciou uma conspiração de oficiais para assassinar o impopular rei Alexandre Obrenović. O plano foi finalmente realizado em junho de 1903. Logo depois, os conspiradores conseguiram trazer o exército sob seu controle. Mais significativamente, também foi membro fundador (1911) e líder inspirador da sociedade secreta nacionalista Ujedinjenje ili Smrt ("Unificação ou Morte"), mais conhecida como "Mão Negra", que procurou criar uma Grande Sérvia através do uso da violência. Dimitrijević é considerado como tendo desempenhado um papel importante no planejamento do assassinato de Sarajevo do arquiduque austríaco Francisco Ferdinando (28 de junho de 1914), que provocou a Crise de Julho, que por sua vez, desencadeou a Primeira Guerra Mundial.
Logo depois da guerra, entretanto, a sociedade Mão Negra foi marcada para eliminação pelo primeiro-ministro sérvio Nikola Pašić e em maio de 1917, Dimitrijević foi condenado à morte com seis outros oficiais, e foi executado.